# Take Me Out
"Take Me Out" é uma canção da banda escocesa Franz Ferdinand. A música aparece no álbum de estreia do grupo e foi lançada como single em 2004 pela Domino Records no Reino Unido e nos Estados Unidos. A música foi o primeiro grande sucesso da banda, e através da qual a banda despontou para a música internacional.

## Formatos e lista de faixas
| CD Single Australiano 1. "Take Me Out" 2. "Shopping for Blood" 3. "Truck Stop" 4. "Take Me Out" (Naoum Gabo Re-version) CD Single Europeu 1. "Take Me Out" 2. "The Dark of the Matinée" 3. "Michael" 12" Single Francês 1. "Take Me Out" (Daft Punk remix) 2. "Take Me Out" (versão álbum) 3. "Take Me Out" (Naoum Gabo remix) CD single Francês 1. "Take Me Out" (Daft Punk remix) 2. "Take Me Out" (versão álbum) 3. "Take Me Out" (Naoum Gabo remix) 7" single Reino Unido 1. "Take Me Out" 2. "Truck Stop" | 12" single Reino Unido 1. "Take Me Out" 2. "Take Me Out" (Morgan Geist Re-Version) 12" single Reino Unido 1. "Take Me Out" 2. "Take Me Out" (Morgan Geist Re-Version) 3. "Take Me Out" (Naoum Gabo Re-Version) 4. "Take Me Out" (instrumental) CD single Reino Unido 1. "Take Me Out" 2. "All for You, Sophia" 3. "Words So Leisured" DVD single Reino Unido 1. "Take Me Out" (video) 2. "Take Me Out" (ao vivo) 3. "Band Interview" (video) 4. Gallery with Shopping For Blood live audio |

## Tabelas musicais
| Paradas (2004)                                 | Melhor posição |
| ---------------------------------------------- | -------------- |
| Austrália (ARIA)                               | 25             |
| Canadá (Nielsen SoundScan)                     | 7              |
| Canadá Rock Top 30 (Radio & Records)           | 9              |
| Dinamarca (Hitlisten)                          | 16             |
| Europa (Eurochart Hot 100)                     | 10             |
| França (SNEP)                                  | 92             |
| Irlanda (IRMA)                                 | 8              |
| Países Baixos (Single Top 100)                 | 72             |
| Nova Zelândia (Recorded Music NZ)              | 16             |
| Escócia (Scottish Singles Chart)               | 2              |
| Suécia (Sverigetopplistan)                     | 43             |
| Reino Unido (UK Singles Chart)                 | 3              |
| Reino Unido (OCC UK Indie)                     | 1              |
| Reino Unido (OCC UK Rock and Metal)            | 4              |
| Estados Unidos (Billboard Hot 100)             | 66             |
| Estados Unidos (Billboard Alternative Airplay) | 3              |
| Estados Unidos (Billboard Mainstream Top 40)   | 31             |

## Certificações
| País           | Certificador | Certificação |
| -------------- | ------------ | ------------ |
| Estados Unidos | RIAA         | Ouro         |